# Rainer Werner Fassbinder
Rainer Werner Fassbinder (tiếng Đức: [ˈʁaɪ̯nɐ ˈvɛɐ̯nɐ ˈfasˌbɪndɐ]; 31 tháng 5 năm 1945 - 10 tháng 6 năm 1982), đôi khi được ghi là R. W. Fassbinder, là một nhà làm phim, diễn viên, nhà viết kịch, đạo diễn sân khấu, nhà soạn nhạc, nhà quay phim, biên tập viên, và nhà viết tiểu luận Tây Đức. Ông được coi là một nhân vật và chất xúc tác nổi bật của phong trào Điện ảnh Đức mới.
Bộ phim dài đầu tiên của anh là một bộ phim xã hội đen có tên Love Is Colder Than Death (1969); ông đã có được thành công thương mại trong nước đầu tiên với The Merchant of Four Seasons (1972) và thành công quốc tế đầu tiên với Ali: Fear Eats the Soul (1974), cả hai đều được coi là kiệt tác của các nhà phê bình đương đại. Các dự án ngân sách lớn như Despair (1978), Lili Marleen và Lola (cả hai dự án đều trong năm 1981) được thực hiện sau đó.
Thành công lớn nhất của ông là với The Marriage of Maria Braun (1979), ghi lại sự trỗi dậy và sụp đổ của một phụ nữ Đức sau Thế chiến II bắt đầu. Những bộ phim đáng chú ý khác bao gồm The Bitter Tears of Petra von Kant (1972), Fox and His Friends (1975), Satan's Brew (1976), và Querelle (1982), tất cả đều tập trung vào chủ đề đồng tính nam và đồng tính nữ.
Fassbinder qua đời vào ngày 10 tháng 6 năm 1982, ở tuổi 37, do một loại thuốc gây nghiện cocaine và barbiturat gây chết người. Mặc dù sự nghiệp của ông kéo dài chưa đầy hai thập kỷ, nhưng ông tỏ ra cực kỳ sung mãn; đến khi qua đời, Fassbinder đã hoàn thành hơn bốn mươi phim truyện, hai phim truyền hình, ba phim ngắn, bốn sản phẩm video và hai mươi bốn vở kịch.